# Hypena columbana
Hypena columbana är en fjärilsart som beskrevs av Moore 1885. Hypena columbana ingår i släktet Hypena och familjen nattflyn. Inga underarter finns listade i Catalogue of Life.